# Nhà xuất bản Kim Đồng
Nhà xuất bản Kim Đồng (abbreviato NXB Kim Đồng) è una casa editrice vietnamita. Ha pubblicato più di 1000 titoli di vario genere come letteratura, scienze, arte, fumetti (tra cui manga, come ad esempio Detective Conan e Doraemon).